# Klauzula wyboru prawa
Klauzula wyboru prawa – postanowienie umowne, na mocy którego strony kontraktu poddają wszelkie wiążące się z nim okoliczności regulacjom prawa państwa trzeciego. Wybór ten prowadzi do stosowania prawa materialnego państwa wskazanego bez względu na treść przepisów kolizyjnych prawa prywatnego międzynarodowego obowiązujących w wybranym porządku prawnym. W przeciwieństwie do klauzuli prorogacyjnej, klauzula wyboru prawa w żaden sposób nie wskazuje sądu właściwego do rozstrzygnięcia sporu na tle zawartego kontraktu. W praktyce jednak, obie klauzule występują łącznie.

## Ograniczenia swobody wyboru prawa

### Związek z zobowiązaniem
Uprawnienie stron do wyboru prawa właściwego dla kontraktu polega na swobodzie, a nie na dowolności tego wyboru. Większość ustawodawstw przyjmuje, że prawo państwa trzeciego wybrane przez strony musi pozostawać w istotnym związku z zobowiązaniem wynikającym z zawieranej umowy. Związek ten może opierać się na miejscu zamieszkania lub siedzibie jednej ze stron, miejscu wykonania lub zawarcia umowy.

### Przepisy wymuszające swoją właściwość
Swoboda stron co do zasady ogranicza się do kompleksu norm prawa prywatnego. Strony umowy nie są władne, w drodze klauzuli wyboru prawa, wyłączyć obowiązywania w stosunku do nich regulacji szeroko rozumianego prawa publicznego tj. prawa administracyjnego, podatkowego czy karnego. 
Zdarza się, że na skutek wyraźnego zastrzeżenia ustawy, wybór prawa obcego pozostaje bezskuteczny odnośnie do poszczególnych przepisów prawa krajowego, które znajdują zastosowanie w sposób niejako wymuszony przez ustawę, bez względu na wolę stron kontraktu. Dotyczy to w szczególności przepisów mających za zadanie ochronę interesów konsumentów.

### Klauzula porządku publicznego
Swoboda wyboru nie rozciąga się także na te instytucje prawa obcego, które są sprzeczne z podstawowymi zasadami prawa krajowego. W tej części klauzula wyboru prawa pozostaje bezskuteczna, a sąd krajowy winien oceniać określone elementy umowy przez pryzmat prawa właściwego dla umowy zgodnie własnymi przepisami kolizyjnymi.

## Typowe brzmienie klauzuli wyboru prawa
- Prawem właściwym dla niniejszej umowy będzie prawo polskie.
- Umowa niniejsza podlega prawu Republiki Bangladesz.